# 临沂孔庙
临沂孔庙，位于山东省临沂市兰山区兰山路中段北侧，始建于金，明、清均有重修和增建。现为临沂市博物馆的分馆。

## 历史沿革
临沂孔庙的历史可以追溯至宋朝，当时孔庙在县治东南，北宋靖康年间毁于火。后来金国占领山东，守臣高召在城西择地重建孔庙，到元末又毁，仅存故址。明洪武二年（1369年），知州罗希孟组织重修；正统年间，知州贺祯再修。后来弘治、正德年间皆有增建。到嘉靖三十五年（1556年），庙庑圮坏，东兖道任希祖再次重建。清乾隆、道光、光绪年间又分别重修。1948年解放军占领临沂城时，孔庙建筑尚大体完整。“文化大革命”期间，大量建筑遭到破坏，仅大成殿、明伦堂及两棵银杏树幸存。1982年起，省、市政府先后对孔庙进行了三次维修。1992年6月，临沂孔庙被列入第二批省级重点文物保护单位名单。1997年6月，临沂市政府在对孔庙进行第三次大规模修复后，将其辟为临沂市博物馆。

## 建筑

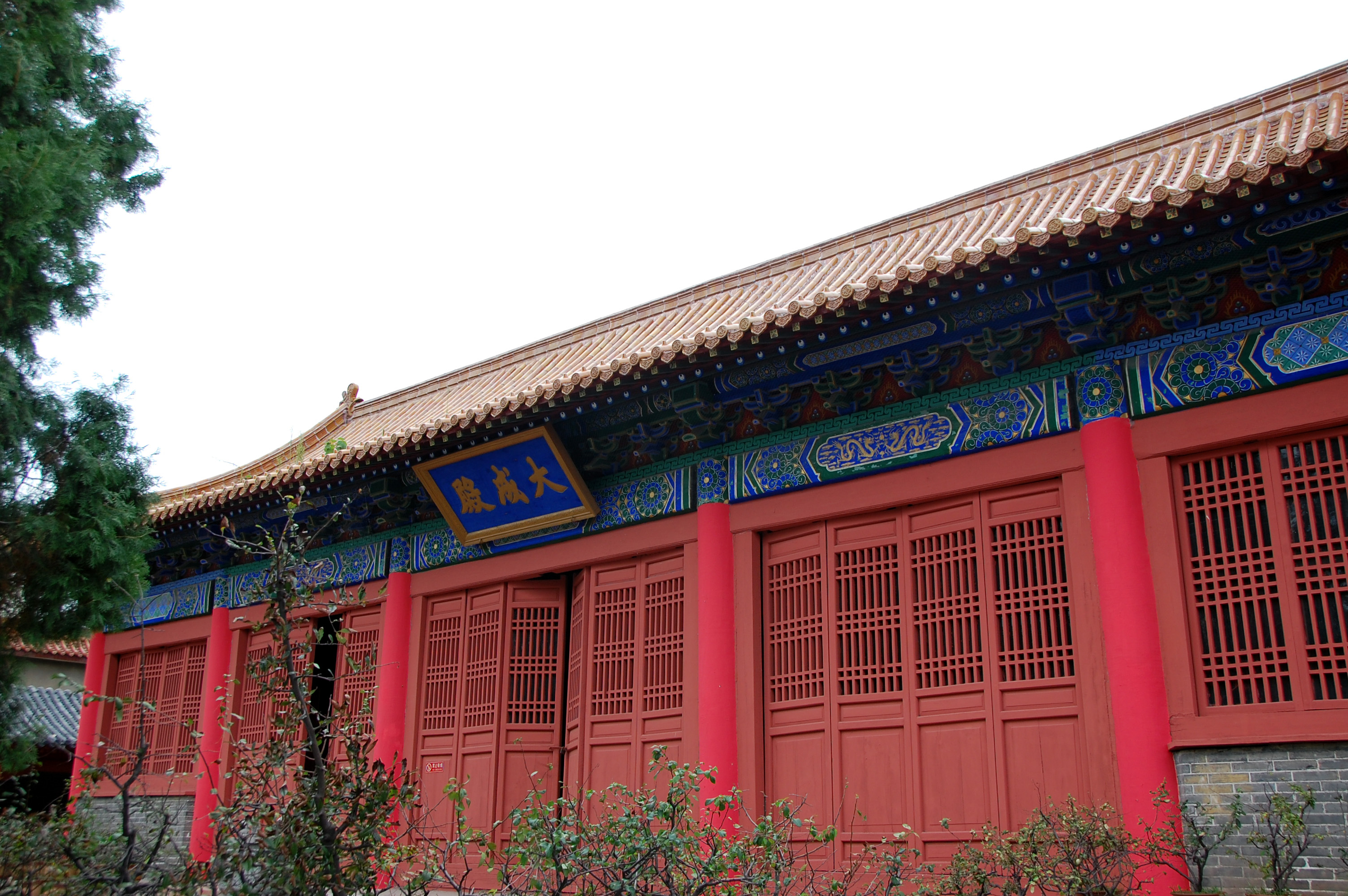
大成殿

建筑群位于临沂老城的西部，坐北朝南。盛时建筑有照壁、泮池、戟门、大成殿、东西两庑、明伦堂、神厨、神库等，庙后还有崇圣祠。目前孔庙院落南北长155米，东西宽45米，总占地面积6975平方米。